# 드라큘라: 모로이의 전설
《드라큘라: 모로이의 전설》(우즈베크어: Vurdalaki)은 2017년에 개봉한 러시아의 액션 판타지 공포 영화이다. 세르게이 긴즈버그가 감독을 맡았다.

## 줄거리
러시아 국경 지역의 작은 마을. 어느 날, 죽은 사람들이 부활하기 시작한다. 수도원에서 유배 생활 중인 라브르 신부는 심상치 않은 조짐을 느낀다. 안드레이는 하인 파라몬과 함께 모스크바에서 황제의 명을 받아 라브르 신부를 데리러 오지만, 신부는 위험을 감지하면서도 마을을 떠나지 않는다. 마침 이상한 현상을 목격한 안드레이는 마을에 더 머무르기로 하고, 젊고 예쁜 밀례나에게 호감을 느낀다. 막 부활하기 시작한 고대 뱀파이어들은 반 인간, 반 뱀파이어인 모로이의 피를 가진 밀례나를 손에 넣으려고 하지만 안드레이의 방해로 실패한다. 신부는 마을을 구하기 위해 밀례나를 데리고 수도원으로 가지만, 뱀파이어는 수도원이 아니라 마을을 습격한다. 마을에 있다가 가까스로 살아남은 파라몬은 수도원에서 라브르 신부와 안드레이와 함께 밀례나를 지키려고 하지만, 밀례나는 뱀파이어에게 끌려가고 만다. 밀례나를 지키기 위한 마지막 싸움. 신부는 몸을 바쳐 뱀파이어들을 소탕하고, 안드레이는 파라몬의 도움을 받아 밀례나를 구한다.

## 출연
- 콘스탄틴 크류코프 - 안드레이 역
- 미하일 포레첸코프 - 라브르 역
- 아글라야 쉴로프스카야 - 밀레나 역
- 미하일 지갈로프